# 101 Kompania Czołgów Rozpoznawczych
101 Samodzielna Kompania Czołgów Rozpoznawczych – pododdział broni pancernych Wojska Polskiego w II Rzeczypospolitej.
Kompania nie występowała w organizacji pokojowej wojska. Zgodnie z planem mobilizacyjnym „W” została zmobilizowana 13 sierpnia 1939 roku przez 2 batalion pancerny z Żurawicy z przeznaczeniem dla 10 Brygady Kawalerii Zmotoryzowanej. 15 sierpnia 1939 roku kompania przybyła do rejonu koncentracji brygady na zachód od Krakowa. Kompania składała się z 13 czołgów rozpoznawczych TKS.

## 101 skczr w kampanii wrześniowej

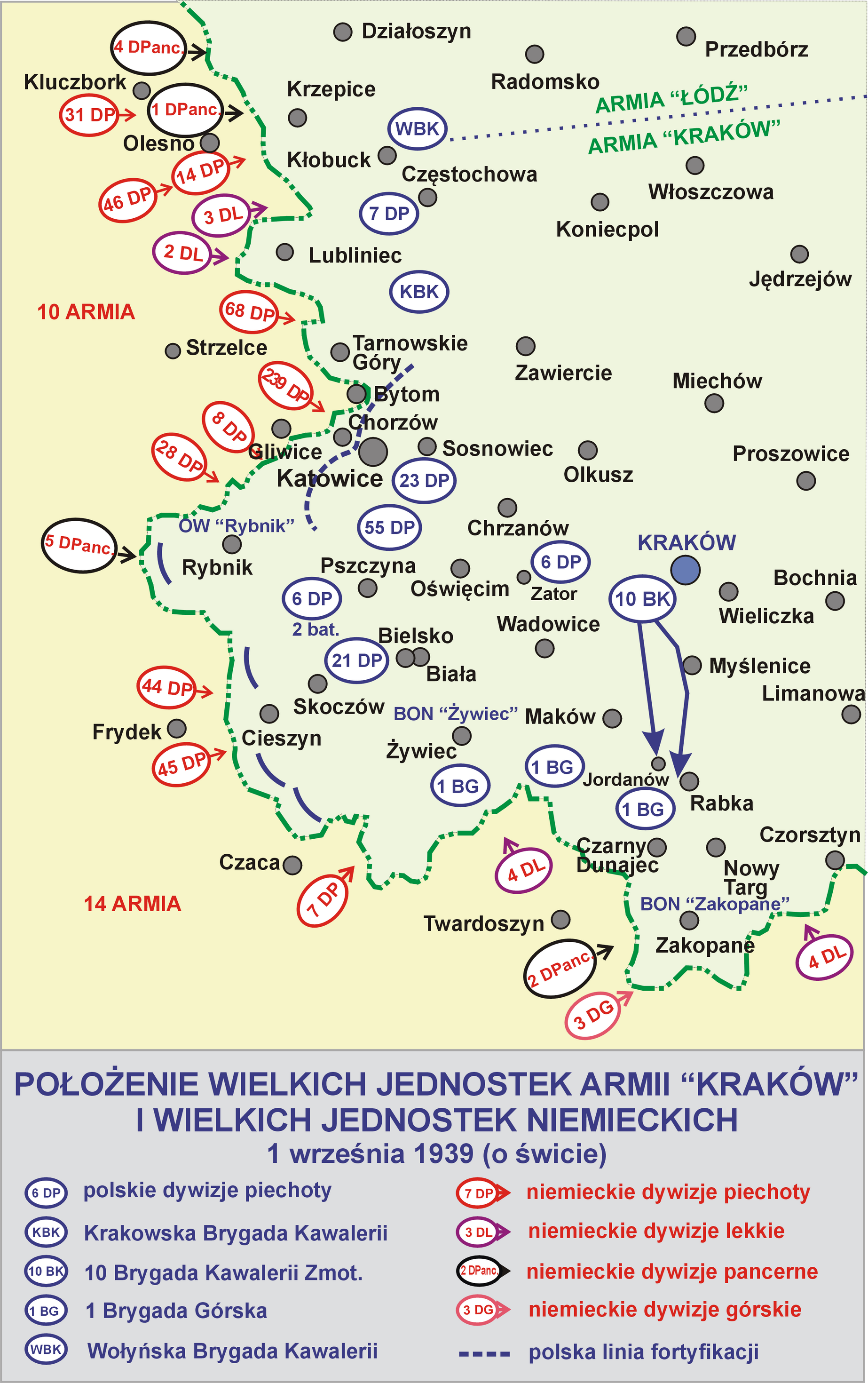
Kompania walczyła w składzie 10 Brygady Kawalerii

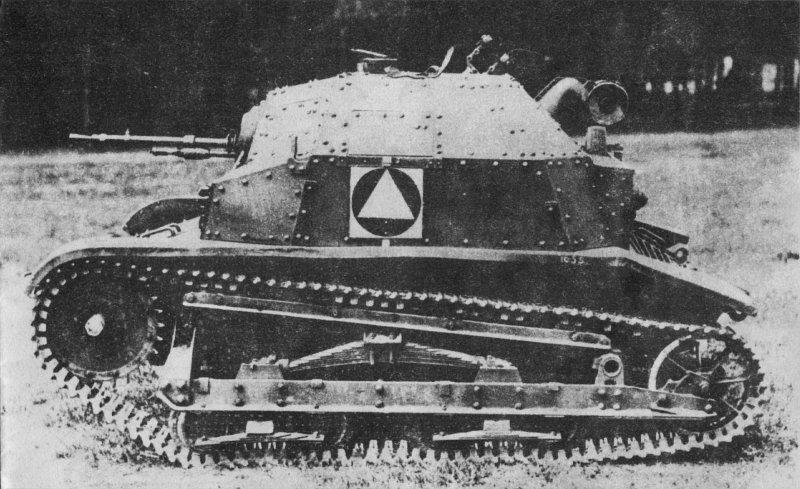
czołg TKS

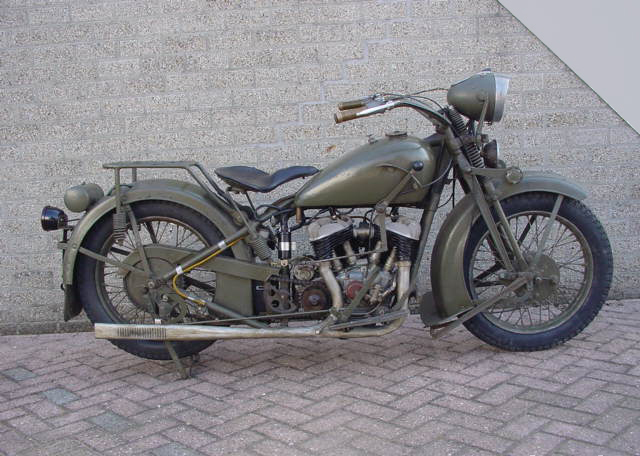
Motocykl Sokół 1000

1 września 1939 roku w godzinach południowych brygada otrzymała zadanie prowadzić rozpoznanie na lewym skrzydle Armii „Kraków”. W tym celu  przegrupowała się do rejonu Beskidu Wyspowego. Jej 1 pluton z 10 pułkiem strzelców konnych skierowany został do Lubienia, a 2 pluton z 24 pułkiem ułanów do Jordanowa. 2 września dwa szwadrony 24 pułk ułanów z plutonem 1/101 kczr kontratakował w celu odtworzenia pozycji obronnej na grzbiecie Wysoka i Górze Ludwiki. Pozycji nie odtworzono, lecz kontratak zwolnił tempo natarcia nieprzyjaciela w kierunku Rabka – Myślenice. 3 września 1 pluton wykorzystując powodzenie kontrataku 121 kompanii czołgów lekkich przeprowadził dalsze rozpoznanie w kierunku Jordanowa. O świcie 4 września kompania przeszła z Lubienia do Dobczyc i wzięła udział w kontrataku na wchodzący do walki drugi rzut 138 pułku strzelców górskich pod Kasiną Wielką wspólnie ze 121 kczl. Natarcie niemieckie powstrzymano, a kompanię w godzinach wieczornych wycofano do odwodu brygady w Dobczycach. 5 września po przełamaniu obrony 10 psk, został wycofany na tyły i wspólnie ze 101 skczr stanowił odwód 10 BK, tego dnia wieczorem 1 pluton w sile trzech czołgów TKS ubezpieczał przeprawę przez Dunajec w Brzesku tyłów brygady. Wycofał się z pozycji rano 7 września, gdy za ostatnim pojazdem taborowym pojawiły się niemieckie samochody pancerne. 8 września w trakcie odmarszu brygady z Radomyśla w kierunku lasów głogowskich koło Rzeszowa kompania wraz z 121 kczl stanowiła straż tylną 10 BK. Następnie przeszła do odwodu brygady. W tym samym dniu do oddziału wcielono resztki 51 samodzielnej kompanii czołgów. 
Dniem chwały kompanii był 9 września, kiedy kolejno opóźniano nieprzyjaciela na kierunku Rzeszów – Łańcut plutonem z trzema czołgami przy 24 puł, po czym w śmiałym kontrataku całością kompanii na skrzydło niemieckiego natarcia odrzucono pancerne jednostki wroga, niszcząc ogniem nkm 3 niemieckie czołgi. Pozwoliło to dywizjonowi rozpoznawczemu odzyskać utracone stanowiska obronne. Ok godz.19 101 kompania wykonała natarcie na oddział wydzielony niemieckiej 4 Dywizji Lekkiej, który usiłował zając stację kolejową w Łańcucie. 9/10 września w nocy kompania osłaniała odwrót 10 BK w kierunku Sanu. Osiągnęła rejon Mąkowiska, gdzie odtwarzała zdolność bojową w 101 kompanii pozostało 10 czołgów TKS.  Kolejne walki prowadzono w dniach 11–12 września pomiędzy Radymnem, a Jaworowem. Maszerujący w straży przedniej kompania była atakowana przez lotnictwo niemieckie utraciła w wyniku ataku 1 czołg. Z kompanii wysłano patrol pancerny wraz z motocyklistami 10 psk, który rozpoznawał przeprawy na Sanie w rejonie Radymna. W trakcie patrolu utracono jeden czołg. 12 września kompania rozpoznawała kierunek na Krakowiec i Janowiec, w trakcie czego pluton ppor. Kossaka zniszczył niemiecki patrol motocyklistów. Nieco później na drodze Jaworów-Krakowiec w boju spotkaniowym rozproszył niemiecki oddział, gdzie niemieckie czołgi ugrzęzły na podmokłych poboczach, a piechota została rozproszona, zniszczono armatę ppanc., zniszczeniu uległ jeden czołg. Wieczorem 101 kczr przeszła do odwodu brygady w Jaworowie. 13 września podczas wycofania się z Jaworowa pozostawiono dwa niesprawne czołgi, w Soposzynie kompanię wzmocniono czołgami z rozwiązanego szwadronu czołgów rozpoznawczych, dywizjonu rozpoznawczego brygady. 14 września wspierała grupę ppłk. Moszczeńskiego pod Zboiskami, gdzie odrzucono niemiecki pododdział blokujący przejazd kolumny 71 baterii artylerii przeciwlotniczej Wraz z grupą ppłk. Moszczeńskiego 15 września zdobyła Zboiska, po czym na skutek ciągłych kontrataków została z miasteczka wyparta. 16 września ok. godz.13, 101 kompania prowadziła natarcie ponownie na Zboiska na styku nacierających sił głównych brygady tj. 24 puł i 10 psk, w natarciu tym ranni zostali dowódca kompanii por. Ziemski i ppor. Kossak. Po zdobyciu dostępu do Lwowa 17 września przez 10 BK, otrzymano rozkaz Naczelnego Wodza marszu brygady na tzw. "Przedmoście Rumuńskie". Straż przednią stanowiła 101 kczr wraz z plutonem motocyklistów i plutonem ppanc. 18 września poprzedzająca brygadę wzmocniona 101 kompania poprzez Przemyślany dojechała do Halicza nad Dniestrem, i zajęła lasy pomiędzy Haliczem, a Stanisławowem. Na rozkaz Szefa Sztabu NW brygada w dniu 18 września ok. godz.10 wyruszyła w kierunku granicy węgierskiej na Przełęczy Tatarskiej. Po zwolnieniu jeńców niemieckich, żołnierzy narodowości ukraińskiej, 10 BK przeszła granicę 19 września 1939 roku ok. godz. 8-10. 101 skczr przez granicę przeprowadziła i zdała wojskowym władzom węgierskim 15 czołgów TKF/TKS/TK-3, w tym 4 sprawne oraz samochody i motocykle. 21 września zdano broń maszynową i sprzęt, a żołnierzy transportem kolejowym przewieziono do obozów internowania.

## Obsada personalna
- dowódca kompanii — por. Zdzisław Ziemski (ranny 16 września 1939)[4]
- dowódca 1 plutonu — por. Wojciech Stanek[4]
- dowódca 2 plutonu — ppor. rez. Franciszek Zmroczek[4]
- dowódca plutonu techniczno-gospodarczego -?

Kompania była uzbrojona w 13 czołgów rozpoznawczych TKS, w tym cztery z 20 mm nkm wz. 1938FK.